# Morey-Saint-Denis
Morey-Saint-Denis és un municipi francès, situat al departament de la Costa d'Or i a la regió de Borgonya - Franc Comtat. L'any 2007 tenia 696 habitants.

## Demografia

### Població
El 2007 la població de fet de Morey-Saint-Denis era de 696 persones. Hi havia 296 famílies, de les quals 84 eren unipersonals (36 homes vivint sols i 48 dones vivint soles), 104 parelles sense fills, 88 parelles amb fills i 20 famílies monoparentals amb fills.
La població ha evolucionat segons el següent gràfic:
Habitants censats

### Habitatges
El 2007 hi havia 320 habitatges, 293 eren l'habitatge principal de la família, 5 eren segones residències i 22 estaven desocupats. 278 eren cases i 37 eren apartaments. Dels 293 habitatges principals, 203 estaven ocupats pels seus propietaris, 72 estaven llogats i ocupats pels llogaters i 18 estaven cedits a títol gratuït; 3 tenien una cambra, 25 en tenien dues, 41 en tenien tres, 67 en tenien quatre i 157 en tenien cinc o més. 216 habitatges disposaven pel capbaix d'una plaça de pàrquing. A 136 habitatges hi havia un automòbil i a 135 n'hi havia dos o més.

### Piràmide de població
La piràmide de població per edats i sexe el 2009 era:
| Homes | Edats   | Dones |
| ----- | ------- | ----- |
| 0     | 95 o +  | 0     |
| 0     | 90 a 94 | 0     |
| 0     | 85 a 89 | 8     |
| 4     | 80 a 84 | 4     |
| 0     | 75 a 79 | 8     |
| 8     | 70 a 74 | 20    |
| 20    | 65 a 69 | 12    |
| 20    | 60 a 64 | 20    |
| 20    | 55 a 59 | 20    |
| 20    | 50 a 54 | 24    |
| 16    | 45 a 49 | 16    |
| 28    | 40 a 44 | 24    |
| 28    | 35 a 39 | 36    |
| 28    | 30 a 34 | 20    |
| 44    | 25 a 29 | 28    |
| 12    | 20 a 24 | 16    |
| 16    | 15 a 19 | 12    |
| 32    | 10 a 14 | 4     |
| 24    | 5 a 9   | 12    |
| 16    | 0 a 4   | 20    |

## Economia
El 2007 la població en edat de treballar era de 434 persones, 336 eren actives i 98 eren inactives. De les 336 persones actives 318 estaven ocupades (170 homes i 148 dones) i 18 estaven aturades (8 homes i 10 dones). De les 98 persones inactives 35 estaven jubilades, 37 estaven estudiant i 26 estaven classificades com a «altres inactius».

### Ingressos
El 2009 a Morey-Saint-Denis hi havia 296 unitats fiscals que integraven 706,5 persones, la mediana anual d'ingressos fiscals per persona era de 22.833 €.

### Activitats econòmiques
Dels 49 establiments que hi havia el 2007, 1 era d'una empresa extractiva, 1 d'una empresa alimentària, 1 d'una empresa de fabricació de material elèctric, 1 d'una empresa de fabricació d'altres productes industrials, 7 d'empreses de construcció, 23 d'empreses de comerç i reparació d'automòbils, 1 d'una empresa de transport, 3 d'empreses d'hostatgeria i restauració, 1 d'una empresa financera, 2 d'empreses immobiliàries, 4 d'empreses de serveis, 2 d'entitats de l'administració pública i 2 d'empreses classificades com a «altres activitats de serveis».
Dels 11 establiments de servei als particulars que hi havia el 2009, 3 eren tallers de reparació d'automòbils i de material agrícola, 1 taller d'inspecció tècnica de vehicles, 2 guixaires pintors, 3 fusteries, 1 electricista i 1 restaurant.
Dels 2 establiments comercials que hi havia el 2009, 1 era una botiga de menys de 120 m² i 1 una botiga de congelats.
L'any 2000 a Morey-Saint-Denis hi havia 51 explotacions agrícoles que ocupaven un total de 234 hectàrees.

## Equipaments sanitaris i escolars
El 2009 hi havia 1 escola maternal integrada dins d'un grup escolar amb les comunes properes formant una escola dispersa i 1 escola elemental integrada dins d'un grup escolar amb les comunes properes formant una escola dispersa.

## Poblacions més properes
El següent diagrama mostra les poblacions més properes.